# デビー・ムーア (1933年生)
デビー・ムーア（Davey Moore, 1933年11月1日 - 1963年3月23日）は、アメリカ合衆国のプロボクサー。ケンタッキー州レキシントン出身。元WBA・WBC世界フェザー級統一王者。

## 来歴
1953年5月11日、プロデビューし、6回判定勝ち。
1959年3月18日、43戦目で世界王座初挑戦。世界フェザー級王者ホーガン・バッセイに挑戦し、13回終了時TKO勝ちで世界王座を獲得した。同年8月19日にはバッセイと再戦し、11回終了時TKO勝ちで初防衛に成功した。
1960年8月29日、防衛戦で高山一夫と対戦し、15回判定勝ちで2度目の防衛に成功した。
1961年11月13日、防衛戦で高山一夫と再戦し、13回にダウンを奪うなどして判定勝ちを収め4度目の防衛に成功した。
1963年3月21日、ドジャー・スタジアムで行われた6度目の防衛戦でシュガー・ラモスと対戦し、10回終了時TKO負けで王座から陥落。この試合でのダメージが原因で2日後の3月23日に死亡した。29歳没。その死亡の状況は後に漫画「あしたのジョー」でも登場人物の力石徹が死亡するシーンで引用されている。また、ボブ・ディランはこの試合を題材とした「Who Killed Davey Moore?」という曲を同年に発表している。

## 獲得タイトル
- WBA世界フェザー級王座（防衛5度）
- WBC世界フェザー級王座（防衛0度）